# 云南叉蕨
云南叉蕨（学名：Tectaria yunnanensis）为叉蕨科叉蕨属下的一个种。其种加词 yunnanensis 意为“云南的”。